# هروب من سوبيبور
هروب من سوبيبور لسنة 1987 فيلم أمريكي معدّ للتلفزيون على قناة هـ إ ك.

## وصلات خارجية
- هروب من سوبيبور على موقع IMDb (الإنجليزية)
- هروب من سوبيبور على موقع روتن توميتوز (الإنجليزية)
- هروب من سوبيبور على موقع نتفليكس (الإنجليزية)
- هروب من سوبيبور على موقع ألو سيني (الفرنسية)
- هروب من سوبيبور على موقع Turner Classic Movies (الإنجليزية)
- هروب من سوبيبور على موقع أول موفي (الإنجليزية)
- هروب من سوبيبور على موقع فيلمافينيتي (الإسبانية)
- هروب من سوبيبور على موقع قاعدة بيانات الأفلام السويدية (السويدية)
- هروب من سوبيبور على موقع قاعدة بيانات الفيلم (الإنجليزية)
- هروب من سوبيبور على موقع ليتربوكسد (الإنجليزية)

1. ↑  "معلومات عن هروب من سوبيبور على موقع themoviedb.org". themoviedb.org. مؤرشف من الأصل في 2014-09-13.
2. ↑  "معلومات عن هروب من سوبيبور على موقع csfd.cz". csfd.cz. مؤرشف من الأصل في 2019-12-15.
3. ↑  "معلومات عن هروب من سوبيبور على موقع allcinema.net". allcinema.net. مؤرشف من الأصل في 2011-11-14.